# All for Nothing
„All for Nothing“ je píseň americké rockové skupiny Linkin Park, na které se podílel americký kytarista a zpěvák Page Hamilton z alternativní metalové skupiny Helmet. Píseň je jako druhá skladba v pořadí z jejich šestého studiového alba The Hunting Party. V britské rockové hitparádě se umístila na 23. místě, ačkoli nebyla vydána jako singl. Píseň napsala kapela a produkovali ji zpěvák Mike Shinoda a kytarista Brad Delson. 
Píseň se objevila ve videohře Pro Evolution Soccer 2015.

## Recenze
V recenzi jednotlivých skladeb alba je píseň hodnocena kladně. Do skladby sedí i hostující zpěvák Page Hamilton, který byl rovněž chválen.